# Оссовский, Пётр Степанович
Пётр Степа́нович Оссо́вский (29 июня 1860 — после 1920) — русский генерал-лейтенант, герой Первой мировой войны, кавалер ордена Святого Георгия 4-й и 3-й степеней, а также Георгиевского оружия.

## Биография
Православный.
Окончил Кишиневское реальное училище и Одесское пехотное юнкерское училище (1881), выпущен прапорщиком в 52-й пехотный резервный батальон.
Чины: подпоручик (1882), поручик (1884), штабс-капитан (1890), капитан (1899), подполковник (за отличие, 1904), полковник (1910), генерал-майор (1915), генерал-лейтенант (1920).
В течение десяти лет командовал ротой и пяти лет — батальоном. Окончил Офицерскую стрелковую школу.
Участвовал в русско-японской войне, был ранен. Награждён несколькими орденами.
На 1 марта 1914 служил в 135-м пехотном Керчь-Еникальском полку. В Первую мировую войну командовал 283-м пехотным Павлоградским полком. Был награждён орденом Святого Георгия 4-й степени
За то, что 16 октября 1914 г. у д. Кудь атаковал превосходного в силах противника, выбил его из занятой позиции и обратил в бегство, причем взято было в плен 1 штаб-офицер, 5 обер-офицеров и 500 нижних чинов.
орденом Святого Георгия 3-й степени
За то, что в бою 15-го апреля 1915 года у д. Жукоцин, состоя командиром этого полка и входя с ним в состав левой колонны 71-й пехотной дивизии, когда батальоны его полка под убийственным огнём противника залегли в 200 шагах от проволочных заграждений, лично повел батальоны в атаку и будучи тяжело ранен в грудь ружейной пулей, перевязанный на поле сражения, остался руководить боем до полного овладения вверенным ему полком укрепленной позицией у д. Жукоцин, последствием чего был полный успех всей левой колонны 71-й пехотной дивизии. Трофеями полка было 2 пулемета и около 1000 пленными, из коих 1 штаб- и 13 обер-офицеров.
Затем командовал бригадой 2-й Заамурской пограничной пехотной дивизии (1915—1916) и 13-й Сибирской стрелковой дивизией (1916—1917). 22 апреля 1917 был назначен командующим 1-й Заамурской пограничной пехотной дивизией.
Участвовал в Белом движении в Донской армии и ВСЮР. В октябре 1918 года командовал бригадой Саратовского корпуса, в ноябре был начальником группы войск у Камышина. С июля 1919 был начальником 5-й пехотной дивизии, затем — Сводно-гвардейской пехотной дивизии. Находился в Русской армии барона Врангеля до эвакуации из Крыма.
Дальнейшая судьба неизвестна.

## Награды
- Орден Святой Анны 3-й ст. (1902);
- Орден Святого Станислава 2-й ст. с мечами (1904);
- Орден Святой Анны 4-й ст. (1904);
- Орден Святого Владимира 4-й ст. с мечами и бантом (1904);
- Орден Святой Анны 2-й ст. с мечами (1905);
- Орден Святого Владимира 3-й ст. с мечами (1915);
- Орден Святого Георгия 4-й ст. (ВП 24.04.1915);
- Орден Святого Георгия 3-й ст. (ВП 03.11.1915);
- Георгиевское оружие (ВП 10.11.1915).